# Sememu
Sememu is een bestuurslaag in het regentschap Lumajang van de provincie Oost-Java, Indonesië. Sememu telt 6415 inwoners (volkstelling 2010).